# LAZARUS (theater)

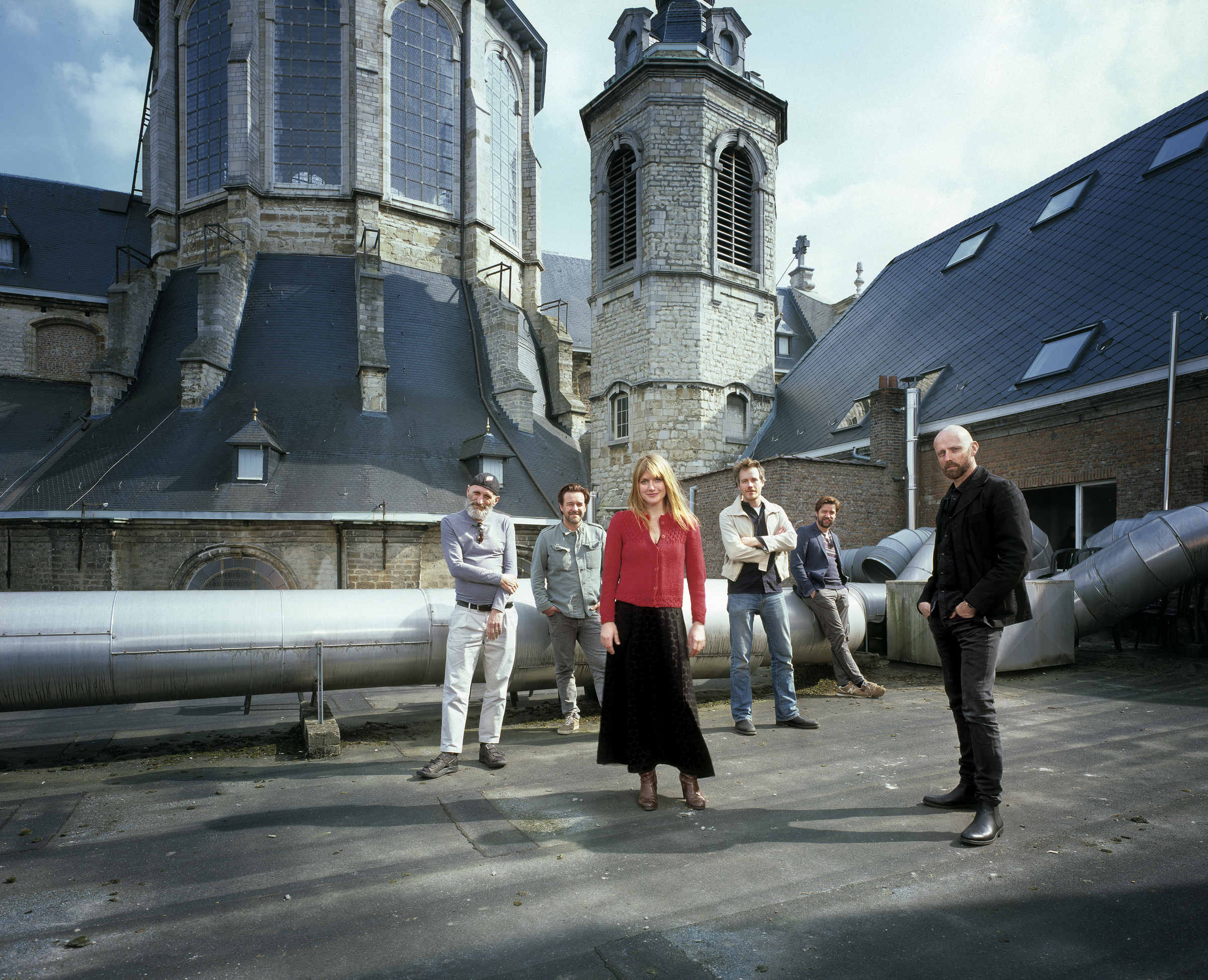
Vlaams theatergezelschap Lazarus

LAZARUS is een Vlaams theatergezelschap, opgericht in 2006 en voortkomend uit het Antwerpse collectief De Onderneming.
Begin 2006 werd De Onderneming opgesplitst in twee aparte gezelschappen: Comp.Marius enerzijds en het collectief LAZARUS aan de andere kant. Wegens succes verlengd (2006) was de eerste LAZARUS-productie, die met de hele ploeg werd gebracht.
Sinds 1 januari 2017 is LAZARUS huisgezelschap van ARSENAAL/LAZARUS in Mechelen waar het, samen met Willy Thomas, het artistieke beleid bepaalt. 

## Leden
Kernleden van LAZARUS zijn: 
- Ryszard Turbiasz,
- Günther Lesage,
- Pieter Genard,
- Koen De Graeve,
- Joris Van den Brande.

Turbiasz (ook KVS, de Roovers, Dastheater, De Vereniging van Enthousiasten) en Lesage (ook BRONKS, Theater Zuidpool, de Roovers, NTG, STAN, Dood Paard) die ook al mede-oprichter van De Onderneming waren, wilden met LAZARUS de idee van een open structuur verderzetten met het collectieve als uitgangspunt. Ook de andere leden van deze nieuwe structuur, speelden voor verscheidene theatergezelschappen: Koen De Graeve bij Olympique Dramatique, Het Toneelhuis, KVS en De Onderneming; Pieter Genard bij Action Malaise, Braakland/ZheBilding, De Onderneming en KVS; Joris Van den Brande bij Action Malaise, KVS, HETPALEIS en BRONKS. 
Van 2012 tot 2020 was ook Charlotte Vandermeersch kernlid van LAZARUS.

## Producties
- Wegens succes verlengd (2006)
- Het Uur van de Waarheid (2006)
- Tabula Rasa (2006)
- Force Majeure (2007)
- Vandenhond (2007) - coproductie Braakland/ZheBilding
- Iets Anders! (2007)
- Kunstwerk (2008)
- En zo werd het toch nog gezellig (2009)
- Oblomow (2010) - naar de roman van Ivan Gontsjarov
- Zo goed als (2011)
- De Idealentrilogie (2011)
- Wat is drinken? (2011) - naar de roman (Pulp) van Charles Bukowski
- Niets is onmogelijk (2012)
- Idioot (2013) naar de roman van F.I. Dostojevski.
- Pleidooi tegen mezelf (2013)
- Stukken van Mensen (2014) (diverse auteurs)
- Met argumenten kan je iedereen overtuigen (2015)
- Karamazow (2016) naar de roman van F. I. Dostojevski
- Camus (2017)
- De wereld redden (2018)
- Rompslomp (2018) van Marcel Osterop
- Bagaar (2019) in coproductie met Het Toneelhuis
- Iemand moet het doen (2020 - uitgesteld naar 2021 wegens de coronacrisis)
- BLOED(2023)

LAZARUS presenteerde vanaf 2017 ook diverse edities van De Orde van de Dag, een actualiteitenshow met telkens wisselende schrijvers, muzikanten en acteurs, telkens op één dag gemaakt en 's avonds gespeeld, naar een idee en in samenwerking van het Utrechtste theatergezelschap het NUT.
Daarnaast werkte LAZARUS ook samen met het Antwerp Symphonic Orchestra voor verscheidene KID-concerten:
De drie musketiers, Stuk Stroganoff en Moby Dick.